# Charles Terlinden
Pour les autres membres de la famille, voir Famille Terlinden.
Charles Terlinden, vicomte Terlinden, né à Schaerbeek, le 6 juillet 1878 et mort à Bruxelles, le 23 janvier 1972, est un universitaire et historien belge. Politiquement, il était engagé pour une Europe unie et contre le bolchevisme. Cela l'a amené à sympathiser avec le général Franco pendant la guerre civile espagnole,.

## Biographie
Charles Alexis Jacques Joseph Marie Terlinden est né le 6 juillet 1878 à Schaerbeek, dans une famille de la noblesse belge originaire de Rheinbarg au nord de Düsseldorf. Il est le fils de Georges Terlinden (1851-1947) et de son épouse, Thérèse Eenens (1857-1912). Son père, procureur général près la Cour de cassation pendant la Première Guerre mondiale, se distingue par sa fermeté face à l'occupant, et est créé vicomte Terlinden. Sa mère est la fille du lieutenant-général Alexis Eenens (1805-1883), héros de la révolution de 1830 et inspecteur général de l'artillerie. Charles Terlinden est l'aîné d'une fratrie de six enfants :
- Georges Terlinden (1879-1912), marié avec Marie-Madeleine Davignon (1881-1962), dont postérité ;
- Marthe Terlinden (1881-1978), mariée avec le baron Gaston de Béthune (1877-1966), dont postérité ;
- Jacques Terlinden (1885-1978), marié avec Germaine Ectors (1894-1970), dont postérité ;
- André Terlinden (1888-1945), marié avec Madeleine (des barons) Hainguerlot (1895-1964), dont postérité ;
- Étienne Terlinden (1891-1914), mort pour la Belgique.

En 1906 il épousa Marguerite Orban de Xivry (1885-1912), fille du sénateur Edmond Orban de Xivry avec laquelle il eut trois enfants. En 1915 il épousa Elisabeth Verhaegen (1889-1982), fille du député Arthur Verhaegen, avec laquelle il eut six enfants. Il est à l'origine d'une nombreuse progéniture.
Il devient docteur en droit, en histoire, et en sciences politiques et sociales. Chargé de cours dès 1907, il obtient un poste de professeur à l'université de Louvain, occupant de 1918 à 1952 les chaires d'histoire moderne et d'histoire contemporaine. Auteur prolifique, sa bibliographie comprend plus de huit cents titres de livres et d'articles. 
En 1928, il publie un essai sur la formation de la nationalité belge sous le titre « La Formation de la Nationalité Belge » aux éditions La Pensée Catholique à Liège, un mouvement lié à l’éditeur rexiste de Louvain,.  
Il fut l'un des chefs d'orchestre de l'action pro-franquiste en Belgique. Son engagement politique durant l'entre-deux-guerres pour une société européenne idéale, fondée sur l'Église catholique romaine, en fait un militant actif contre le bolchévisme et les mouvements modernes menaçant les équilibres de la société occidentale. Ses liens étroits avec la maison impériale de Habsbourg dont il s'efforça d'adoucir l'exil en Belgique lui valent d'être fait chevalier de la Toison d'or par Otto de Habsbourg-Lorraine en 1954. Belgiciste, proche du roi Léopold III, poids lourd de la Légion nationale, premier mouvement fasciste belge, et ami intime de l'homme fort de l’extrême droite francophone d'après-guerre Marcel de Roover, il s'est opposé à tous les mouvements nationalistes visant à diviser la Belgique. La Légion nationale est un mouvement essentiellement composée au départ d’anciens combattants de la Grande Guerre. Sur le plan idéologique, surtout à partir du moment où l’avocat Paul Hoornaert en prend la direction (1924), La Légion défend les principes d'un nationalisme belge pointu, l’autoritarisme, le corporatisme, le mépris envers les partis démocratiques traditionnels « qui divisent la Nation » et surtout démontre son extase envers le fascisme italien.  
En tant qu'historien de renom, il a notamment été président de la commission royale d'histoire de Belgique ainsi que du Conseil héraldique et président d'honneur de l'Académie royale d'archéologie de Belgique. 
Il est également camérier secret des papes Léon XIII, Pie X et Benoît XV, et docteur honoris causa de l'université de Madrid.

## Œuvres principales
On lui doit notamment des ouvrages sur l'archiduchesse Isabelle, Charles Quint, la révolution de 1830, l'ordre de la Toison d'or, ainsi qu'une Histoire militaire des Belges qui est restée une référence durant plusieurs dizaines d'années.
- Le pape Clément IX et la guerre de Candie, Bruxelles, 1904.
- Guillaume Ier, roi des Pays-Bas et l'Église catholique en Belgique (1814-1830), Bruxelles, 1906.
- Les édits et ordonnances de Philippe II (1555-1598), Bruxelles, 1918.
- « Les avatars de la chaire du Droit public à l'Université de Louvain au XVIIIe siècle », dans L'Université de Louvain à travers cinq siècles, Bruxelles, A. Lesigne, 1927, p. 293
- La formation du royaume de Belgique, Bruxelles, 1928.
- Histoire politique interne de la Belgique, Bruxelles, 1929.
- La marche à la liberté, Bruxelles, 1930.
- Les souvenirs d'un Vonckiste (1789), Bruxelles, 1932.
- Histoire militaire des Belges, Bruxelles, 1931, réédition en deux volumes en 1968.
- Histoire du droit constitutionnel de la Belgique, Milan, 1933.
- Trois souverains : Léopold I, Léopold II et Albert I, Paris, 1936.
- La contrebande de guerre, le droit des neutres et la paix, Bruxelles, 1939.
- Les souvenirs d'Italie d'un officier belge de la marine royale des Pays-Bas (1817-1826), Bruxelles, 1941.
- Les souvenirs d'un grognard belge, le colonel Scheltens, Bruxelles, 1941.
- Princesses belges du passé, Bruxelles, 1943
- L'archiduchesse Isabelle, Bruxelles, la Renaissance du livre, 1943.
- La Révolution de 1830, racontée par les affiches, Bruxelles, Éditions universitaires, 1944.
- Charles Quint, empereur des deux mondes, Bruxelles, Desclée de Brouwer, 1965 (présentation en ligne). 
  - Il a écrit de nombreux articles pour les Cahiers léopoldiens.

Charles Terlinden a légué ses archives à l'Université catholique de Louvain.

## Distinctions
- Chevalier de la Toison d'or (Habsbourg)
- Chevalier de l'ordre de Malte (Ordre souverain de Malte).
- camérier secret des papes Léon XIII, Pie X et Benoît XV.

Il obtint de nombreuses hautes distinctions honorifiques, parmi lesquelles:
- Grand-croix de l'ordre de la Couronne
- Grand-croix de l'ordre de Léopold II
- Grand officier de l'ordre de Léopold
- Croix civique 1914-1918
- Grand-cordon de l'Ordre Polonia Restituta
- Grand-croix de l'ordre du Mérite civil d'Espagne
- Grand-croix de l'Ordre de la Couronne d'Italie
- Grand officier de l'ordre d'Orange-Nassau
- Grand-officier de l'Ordre du Mérite de Hongrie
- Officier de l'ordre d'Isabelle la Catholique
- Commandeur de l'ordre du Ouissam alaouite
- Commandeur de l'ordre de Saint-Grégoire-le-Grand
- Chevalier de la Légion d'honneur
- Doyen d'honneur du travail

## Hommage
Le prix Charles Terlinden est décerné par l'université catholique de Louvain au meilleur travail d'étudiant consacré à l'histoire. Il est destiné à couronner le meilleur travail doctoral ou post-doctoral manuscrit s’inspirant des disciplines historiques au sens large, y compris l’histoire économique, l’histoire de l’art, l’histoire du droit, l’histoire de l’Afrique, l’histoire militaire, rédigé par un étudiant ou un ancien étudiant de l’Université catholique de Louvain.

## Sources
- Henri Haag, « Le vicomte Charles Terlinden », Bulletin de la Commission royale d'Histoire, t. 150,‎ 1984, p. 75-80.
- Henri Haag, « Terlinden, Charles », Nouvelle Biographie Nationale, Bruxelles, Académie royale de Belgique, t. 3,‎ 1994, p. 323-325.
- Lionel Baland, « Fernand Desonay : des C.A.U.R. au maquis des Ardennes Belges », Bulletin d'information du Centre liégeois d'histoire et d'archéologie militaires, Liège, Centre Liègeois d'Histoire et d'Archéologie Militaire/CLHAM, no 137,‎ 2014, p. 63-66.